# Suore dei Santi Cirillo e Metodio (Velehrad)
Le Suore dei Santi Cirillo e Metodio (in slovacco Kongregace sester sv. Cyrila a Metoděje; sigla S.C.M.) sono un istituto religioso femminile di diritto pontificio.

## Storia
La congregazione fu fondata a Brno da Rosa Nesvadbová. Nel 1893 abbracciò la vita religiosa tra le suore domenicane della congregazione della Beata Zdislava nel convento di Řepčín e svolse le funzioni di insegnante, maestra delle novizie e superiora locale: desiderando aprire una scuola speciale per bambini con disabilità mentale, si rivolse alla superiora generale, che non diede il suo assenso non ritenendo l'istituto in grado di sostenere le ingenti spese per finanziare l'opera; avendo trovato delle sovvenzioni, nel 1924 madre Nesvadbová organizzò l'Associazione dei Santi Cirillo e Metodio, che fu alla base della futura congregazione.
Leopold Prečan, arcivescovo di Olomouc, eresse l'associazione in congregazione religiosa di diritto diocesano l'8 settembre 1928.
Dopo il 1948 la congregazione perse case e scuole: una cinquantina di religiose furono concentrate in luoghi stabiliti dal regime e le altre vennero impiegate nel lavoro negli istituti sociali per disabili e anziani dello Stato.
L'istituto ottenne l'approvazione pontificia il 25 giugno 1976.

## Attività e diffusione
Le suore si dedicano all'educazione della gioventù, alle opere di carità e all'apostolato ecumenico.
Oltre che in Repubblica Ceca, sono presenti in Slovacchia; la sede generalizia è a Velehrad.
Alla fine del 2015 l'istituto contava 68 religiose in 8 case.